# Escut de Tortellà
L'escut oficial de Tortellà és el símbol d'aquest municipi i es descriu mitjançant el següent blasonament:
Escut caironat: d'or, un tord de sable perxat sobre una branca de sinople en faixa acompanyat a la punta d'un mont floronat de sinople. Per timbre, una corona mural de poble.

## Disseny
La composició de l'escut està formada sobre un fons en forma de quadrat recolzat sobre un dels seus vèrtexs, anomenat escut caironat, segons la configuració difosa a Catalunya i d'altres indrets de l'antiga Corona d'Aragó i adoptada per l'administració a les seves especificacions per al disseny oficial dels municipis dels ens locals. És de color groc (or), amb la representació heràldica d'un tord de color negre (sable) posat (perxat) sobre una branca de color verd (sinople), acompanyat a la part inferior de l'escut (a la punta) d'un mont heràldic que té el cim acabat en forma de flor de lis (floronat) de color verd (sinople).
L'escut està acompanyat a la part superior d'un timbre en forma de corona mural, que és l'adoptada pel Departament de Governació d'Administracions Locals de la Generalitat de Catalunya per timbrar genèricament els escuts dels municipis. En aquest cas, es tracta d'una corona mural de poble, que bàsicament és un llenç de muralla groc (or) amb portes i finestres de color negre (tancat de sable), amb quatre torres merletades, de les quals se'n veuen tres.

## Història
L'escut va ser aprovat el 25 de juliol del 1990 i publicat al DOGC el 13 d'agost del mateix any amb el número 1330.
El tord sobre una branca és el senyal parlant tradicional referent al nom del poble, i ja apareixia a l'antic escut. Pel que fa al mont floronat, és també un senyal parlant que al·ludeix al castell veí de Bellpuig, en el sentit de mont embellit. Aquest castell va ser destruït durant els terratrèmols del 1428, i els seus senyors van posseir, al final del segle xvi, la baronia de Sales, a la qual pertanyia el poble de Tortellà.